# FAdeA IA 73
ФАдеА IA 73 Унасур I (исп. FAdeA IA 73 Unasur I) — учебно-тренировочный самолёт начальной и базовой подготовки, разрабатываемый аргентинской компанией FAdeA для стран UNASUR. Первый полёт самолёта планировался на 2013 год, а поставка в ВВС и ВМС Аргентины — на 2014—2015 год. Согласно первоначальным расчётам FAdeA, серийное производство учебного самолёта планировалось в 2014—2015. Ныне, сроки подкорректированы. С 2012 в проекте, кроме Аргентины, участвуют Бразилия, Чили, Колумбия, Эквадор, Уругвай и Венесуэла, и самолёт получил название «Унасур I». Разработку самолёта планируется завершить в трёхлетний срок, испытания прототипа начать в 2015 году. Ожидается, что реализация начнётся в 2017.
Самолёт разрабатывается для замены Beechcraft B-45 Meteor в составе ВВС Аргентины. Вариант учебно-тренировочного самолёта для начальной подготовки будет оснащён поршневым двигателем мощностью 300 л.с., а на версии базовой подготовки будут устанавливать турбовинтовой двигатель. По желанию заказчика возможна установка катапультируемых кресел.
Хроническое недофинансирование Министерства обороны Аргентины и подведомственных ему структур привело к затягиванию работ над проектом. В октябре 2013 министром обороны Аргентины Агустином Росси было озвучено заявление об увеличении военных расходов страны в 2014 году до 35 миллиардов песо (~6 миллиардов долларов США), из которых 240 миллионов будет выделено проекту IA 73.